# Kusovac
Kusovac (cyr. Кусовац) – wieś w Serbii, w okręgu szumadijskim, w gminie Knić. W 2011 roku liczyła 171 mieszkańców.